# Agua (libro)
Agua. Los escoleros. Warma Kuyay, o simplemente Agua, es un libro de cuentos del escritor peruano José María Arguedas publicado en 1935. Fue el primer libro publicado por este autor, que entonces tenía 24 años de edad. Correspondiente al movimiento indigenista, obtuvo el segundo premio en el concurso internacional promovido por la Revista Americana de Buenos Aires y fue traducida al ruso, alemán, francés e inglés por La Literatura Internacional, de Moscú. La edición original la conformaban tres cuentos, especificados en el título de la obra.

## Contexto
Desde 1931 Arguedas era estudiante de la Facultad de Letras de la Universidad de San Marcos en Lima y entre 1933 y 1934 publicó sus primeros cuentos que aparecieron en la prensa local. Estas primeras obras convencionalmente se calificaron de «indigenistas», aunque ya se distinguían notoriamente de los relatos de Enrique López Albújar y Ventura García Calderón, hasta entonces los más conspicuos representantes del indigenismo literario en el Perú. El mismo Arguedas explica los motivos que le impulsaron  a escribir:

Yo comencé a escribir cuando leí las primeras narraciones sobre los indios; los describían de una forma tan falsa escritores a quienes yo respeto, de quienes he recibido lecciones como López Albújar, como Ventura García Calderón. López Albújar conocía a los indios desde su despacho de juez en asuntos penales y el señor Ventura García Calderón no sé cómo había oído hablar de ellos... En esos relatos estaba tan desfigurado el indio y tan meloso y tonto el paisaje o tan extraño, que dije: "No, yo lo tengo que escribir tal cual es, porque yo lo he gozado, yo lo he sufrido" y escribí esos primeros relatos que se publicaron en el pequeño libro que se llama Agua.

La aparición de la colección Agua en 1935 inauguró pues una nueva etapa en la historia del indigenismo literario en el Perú.

## Ediciones
En 1954 los cuentos de Agua, corregidos por Arguedas, fueron reeditados y publicados conjuntamente con la novela corta Diamantes y pedernales, sumándose otros cuentos como Orovilca (Lima, Juan Mejía Baca y P. L. Villanueva, editores).
En 1967 los cuentos de Agua fueron incluidos en la colección Amor mundo, publicada simultáneamente en Montevideo y Lima. La edición de Lima, por Francisco de Moncloa y Editores, lleva el título inexacto de Amor mundo y todos los cuentos.
Otra compilación de los cuentos de Arguedas fue hecha por Jorge Lafforgue: Relatos completos, Editorial Losada, Buenos Aires, 1974.
La más completa recopilación de los cuentos de Arguedas es la que figura en las Obras completas, tomo I, Editorial Horizonte, Lima, 1983.

## Estructura
La primera edición la conformaban tres cuentos:
- Agua
- Los escoleros
- Warma kuyay.

El cuento más largo es el segundo y el más corto el último, al que la crítica considera unánimemente como el más logrado de todos.

## Época
La obra fue publicada a mediados de la década de 1930, pero los sucesos que relatan se inspiran en episodios de la niñez del autor, es decir la década de 1920, episodios que sin duda están distorsionados y con la carga de fantasía propia de las creaciones literarias. En cada uno de los tres relatos el protagonista es un adulto que narra en retrospectiva, rememorando su infancia: en Agua y Warma Kuyay se llama Ernesto, y en Los Escoleros es Juan o Juancha. En todos ellos podemos identificar al Arguedas-niño.

## Escenarios
Las tres historias que conforman dicho libro se inspiran en sucesos de la niñez del autor, durante su estancia en la provincia de Lucanas, junto con los indios de las comunidades. Los tres escenarios son:
- San Juan de Lucanas (Agua)
- Ak’ola (Los escoleros)
- La hacienda Viseca, cercana a Puquio, la capital de la provincia (Warma Kuyay).

## Los tres cuentos

### Agua
Este primer relato está ambientado en San Juan de Lucanas y trata sobre un reparto de agua para las comunidades por disposición de don Braulio Félix, el principal o hacendado más poderoso. La ausencia de lluvias hace necesaria una repartición justa de las aguas canalizadas, pero don Braulio suele otorgarla a sus amigos y allegados, propietarios blancos o mestizos como él, mientras que las tierras de los comuneros indios se secan. La repartición, como cada semana, se realizará en la plaza del pueblo donde se convoca a los pobladores. Llegan el niño Ernesto y el cornetero Pantaleón (Pantaleoncha o Pantacha); luego se asoman otros muchachos o maktillos; todos ellos son escoleros o escolares. Oyendo la música interpretada por Pantaleoncha todos se divierten. Los primeros comuneros en llegar a la plaza son los tinkis, que se precian de ser los más valientes y osados; luego aparecen los de San Juan o sanjuanes, los más miedosos. Pantaleoncha, quien había vivido un tiempo en la costa, trata de infundir ánimos en los comuneros para que se enfrenten a los abusos de don Braulio. Mientras tanto llega a la plaza don Pascual, el repartidor de agua o semanero, quien ya está decidido a contrariar la voluntad de don Braulio dando el agua de la semana a los comuneros pobres que más la necesitan. Llega finalmente don Braulio, borracho, quien da la orden para iniciar la repartición, pero al oír que el semanero solo otorgaba agua a los comuneros, se enfurece, saca su revólver y balea a todos. Los comuneros huyen, y entonces Pantaleoncha empieza a gritar para animarlos a la resistencia, pero una bala disparada por don Braulio lo alcanza en la cabeza y cae herido de gravedad. Ante tal situación, nadie ya se atreve a enfrentar al enloquecido patrón. Solo el niño Ernesto se llena de coraje y lo enfrenta, llamándolo ladrón y arrojándole la corneta de Pantaleoncha, que acierta en la cabeza de don Braulio, haciéndolo sangrar. Mientras que sus ayudantes le rodean para atenderlo, Braulio brama ordenando que disparen al niño. Pero este logra huir y se va a la comunidad de Utek’pampa, cuyos comuneros, a diferencia de los tinkis y sanjuanes, eran indios libres que se hacían respetar.

### Los escoleros
Los escoleros son los escolares de la comunidad de Ak’ola. El relato empieza presentando a tres de ellos: Bankucha, Juan (Juancha) y Teófanes (Teofacha). Bankucha es el mayor y el cabecilla de todos; los demás lo ven como ejemplo y tratan de imitarlo.  Todos son muchachos de entre 12 y 14 años. Teófanes es huérfano de padre y vive con su madre; juntos crían una vaca lechera llamada la Gringa, que es su tesoro más preciado; la llamaron así por ser de pelaje blanco. Es la mejor vaca del pueblo, lo que provoca la envidia del hacendado don Ciprián, dueño del distrito, quien ofrece por ella mucho dinero, siendo rechazada su oferta por la viuda. Juancha es hijo de un abogado que trabaja para don Ciprián, y temporalmente se halla alojado en la casa-hacienda, porque su padre se hallaba de viaje; allí es testigo de la violencia de don Ciprián contra su propia familia y subordinados. Juan teme la venganza de don Ciprián contra la Gringa, pero junto con Teófanes y el resto de los escoleros promete defender a la vaca, a la que querían como a una madre. A pesar de ser mestizo Juan se siente más identificado con los indios. Un día don Ciprián se ausenta, diciendo que iría a requisar los «daños», es decir ganado que invadía sus tierras situadas en la puna (región alta). Esos días de ausencia del malvado patrón fueron de felicidad para los habitantes del pueblo; la patrona (esposa de don Ciprián) organiza una reunión en la casa-hacienda, donde los indios cantan y bailan. Otro día Bankucha y el resto de escoleros se dedican  a amansar chanchos en la plaza del pueblo que luego trasladan al chiquero. Hasta que una noche retorna el patrón y Juan ve de lejos que trae un animal blanco, presintiendo que es la Gringa. Al principio no quiere creer que don Ciprián se atreviera a entrar como ladrón a corral ajeno, pero al día siguiente confirma su temor. Teófanes y su mamá van a reclamar al patrón, pero éste les exige 20 soles de compensación pues aducía que encontró a la vaca pastando en sus tierras, lo cual era falso. La viuda lo desmiente y llena de ira insulta al patrón. Luego, por intermedio de Juan, don Ciprián le ofrece 80 soles como pago por la vaca, reconociendo que, efectivamente, lo había sacado de su corral, pero que lo hizo por no aceptar el hecho de que siendo la mejor vaca del pueblo no fuese suya; en caso de no aceptar su oferta amenaza con llevarla al matadero, en la costa. Pero la viuda rechaza tal oferta y vuelve a injuriar al patrón. Fuera de si, don Ciprián va al corral, saca su revólver y dispara dos tiros en la cabeza de la vaca, ante el estupor de Juan, que abraza el cuerpo muerto del animal y llora inconsolablemente. Ese mismo día, Juan y Teófanes son llevados a latigazos a la cárcel, donde lloran largo rato hasta que el sueño los vence. El patrón vivió por algún tiempo más, sin que nadie intentara frenar sus abusos, hasta que murió de viejo. Pero el odio de los indios hacia sus explotadores continuó, acrecentándose día a día, sin poder hacer nada.

### Warma Kuyay
Warma Kuyay significa en quechua «amor de niño». Es el relato del amor del niño Ernesto, mestizo pariente de los patrones, por una india adolescente, la Justina. Ella prefiere al Kutu, un joven indio y novillero, empleado de la hacienda Viseca, donde ocurren los hechos. Cierto día el patrón, don Froylan, abusa sexualmente de Justina y Ernesto le pide al Kutu que asesine al ofensor, pero el novillero se niega por «ser indio», es decir, socialmente inferior. Esto causa el repudio de Ernesto hacia el Kutu, a quien califica de maula o cobarde. Hasta que un día el Kutu, hastiado de las humillaciones, se marcha de la hacienda, dejando a la Justina. Ernesto mantiene su amor por la muchacha aunque sin guardar esperanzas. Finalmente Ernesto es llevado a la costa, donde vive amargado, comparándose con un animal de las alturas frías trasladado al desierto, imaginando que lejos, el Kutu, aunque cobarde, llevaría una vida mejor trabajando en las haciendas de la sierra.

## El problema del lenguaje
En estos relatos se advierte el primer problema que tuvo que enfrentar Arguedas en su narrativa: el encontrar un lenguaje que permitiera que sus personajes indígenas (monolingües quechuas) se expresaran en idioma castellano sin que sonara falso. Tras una larga y angustiosa búsqueda del estilo adecuado, Arguedas resolvió el problema con el empleo de un «lenguaje inventado»: sobre una base léxica fundamentalmente castellana, injertó el ritmo sintáctico del quechua.

## Análisis
Los tres cuentos de Agua relatan la vida y sufrimientos del pueblo quechua en las haciendas y aldeas de la sierra. El espacio que en ellos se representa es limitado y aparece escondido tajantemente en dos segmentos irreconciliables: los indios y los señores, sin mayor vínculo con las otras dimensiones del país. Es un libro de rebelión y protesta (de «odio puro» decía Arguedas) cuyo gesto reivindicativo queda constreñido al que pueden asumir dentro del relato algunos personajes excepcionales y no la comunidad íntegra, todavía sometida por el terror. Al mismo tiempo es un primer y muy logrado ensayo de aprehensión de la naturaleza andina y de las relaciones que guardan con ella, desde una posición animista, los indios y quienes han sido tocados por su cultura. Por último, Agua es también un documento personal que incide en la ambigua situación de personajes que, como el autor, se encuentran a caballo entre dos mundos en conflicto y optan por inscribirse en el de los indios. Es una opción radicalmente problemática pues parte de la conciencia de ser «un mak’tillo (muchacho) falsificado». Dentro de la obra de Arguedas, y no sólo por razones cronológicas, Agua tiene un sentido fundacional: expresa una inconmovible adhesión al mundo indígena y señala las dos rutas (una fundamentalmente social, en cierto sentido objetiva, que tienda hacia la representación épica; y otra más bien psicológica, introspectiva, de raíz y plasmación líricas) por las que discurrirá la obra del autor de Los ríos profundos y de Todas las sangres.